# Hydropsyche sciligra
Hydropsyche sciligra är en nattsländeart som beskrevs av Malicky 1977. Hydropsyche sciligra ingår i släktet Hydropsyche och familjen ryssjenattsländor. Inga underarter finns listade i Catalogue of Life.